# Ashtabi
Ashtabi (en persa: اشتابي‎: , también Romanized o Āshtābī) es una aldea en el distrito rural de Kohurestan , en el distrito central del condado de Khamir, provincia de Hormozgan, Irán. En el censo de 2006, se notó su existencia, pero su población no fue reportada.
Se encuentra a una distancia de 342 km de la ciudad de Kerman, es la ciudad grande más próxima.
Latitud: 27,3981 (27º23'53.160"N)
Longitud: 55,9144 (55º54'51.840"E)
Se encuentra a 258 m sobre el nivel del mar. 